# 好人菲利普塔
好人菲利普塔（Tour Philippe le Bon）是法国勃艮第第戎的勃艮第公爵宫的一个塔楼，高52米，6层，由建筑师让·蓬斯莱建于1450-1460年之间，中世纪和文艺复兴风格，以勃艮第公爵好人菲利普命名。
好人菲利普塔有316级螺旋形楼梯，是登高远眺第戎全景的地点。

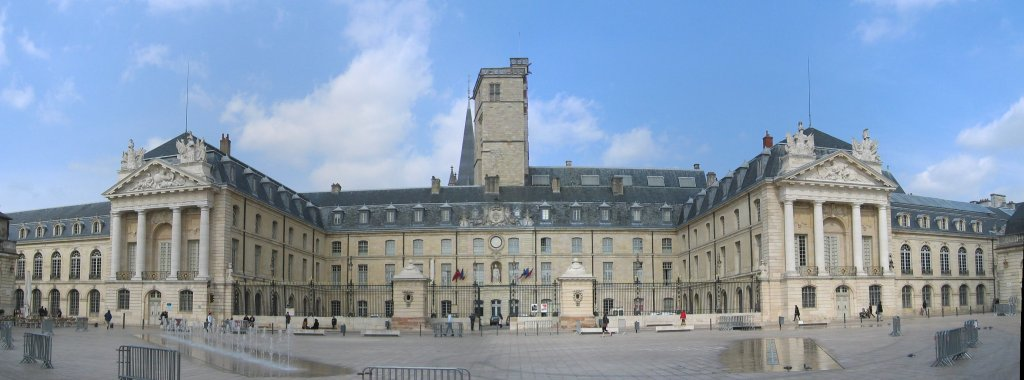

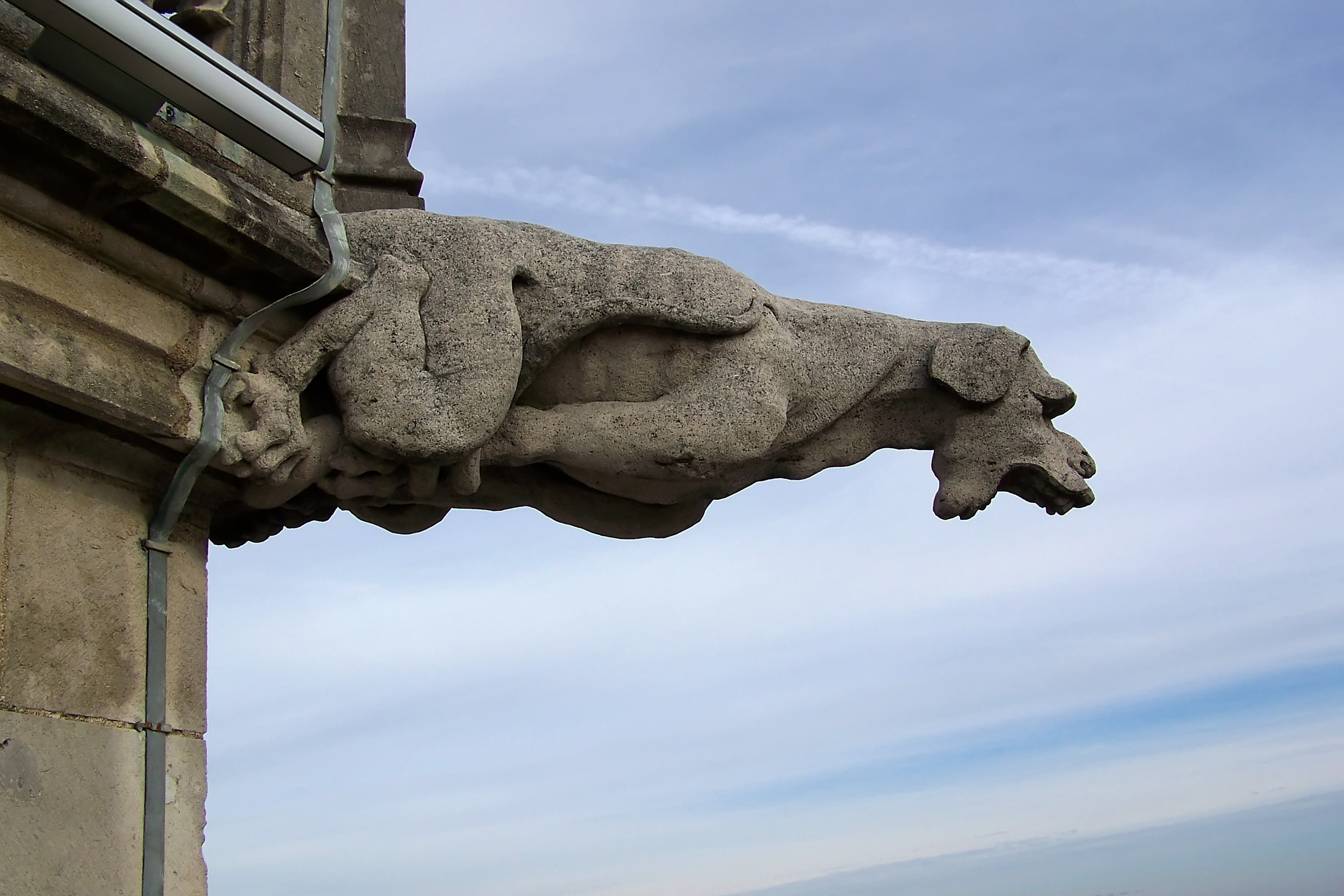
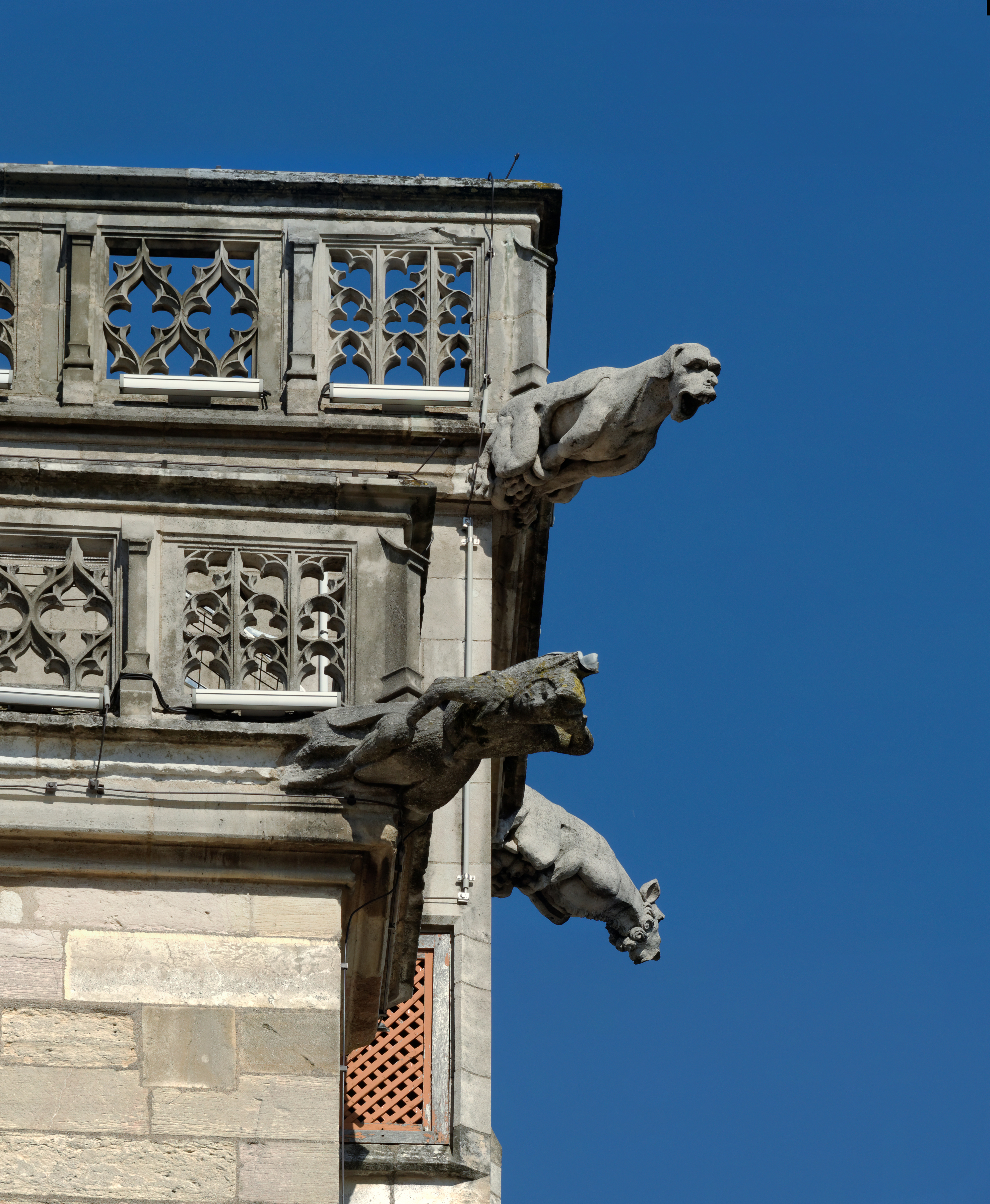
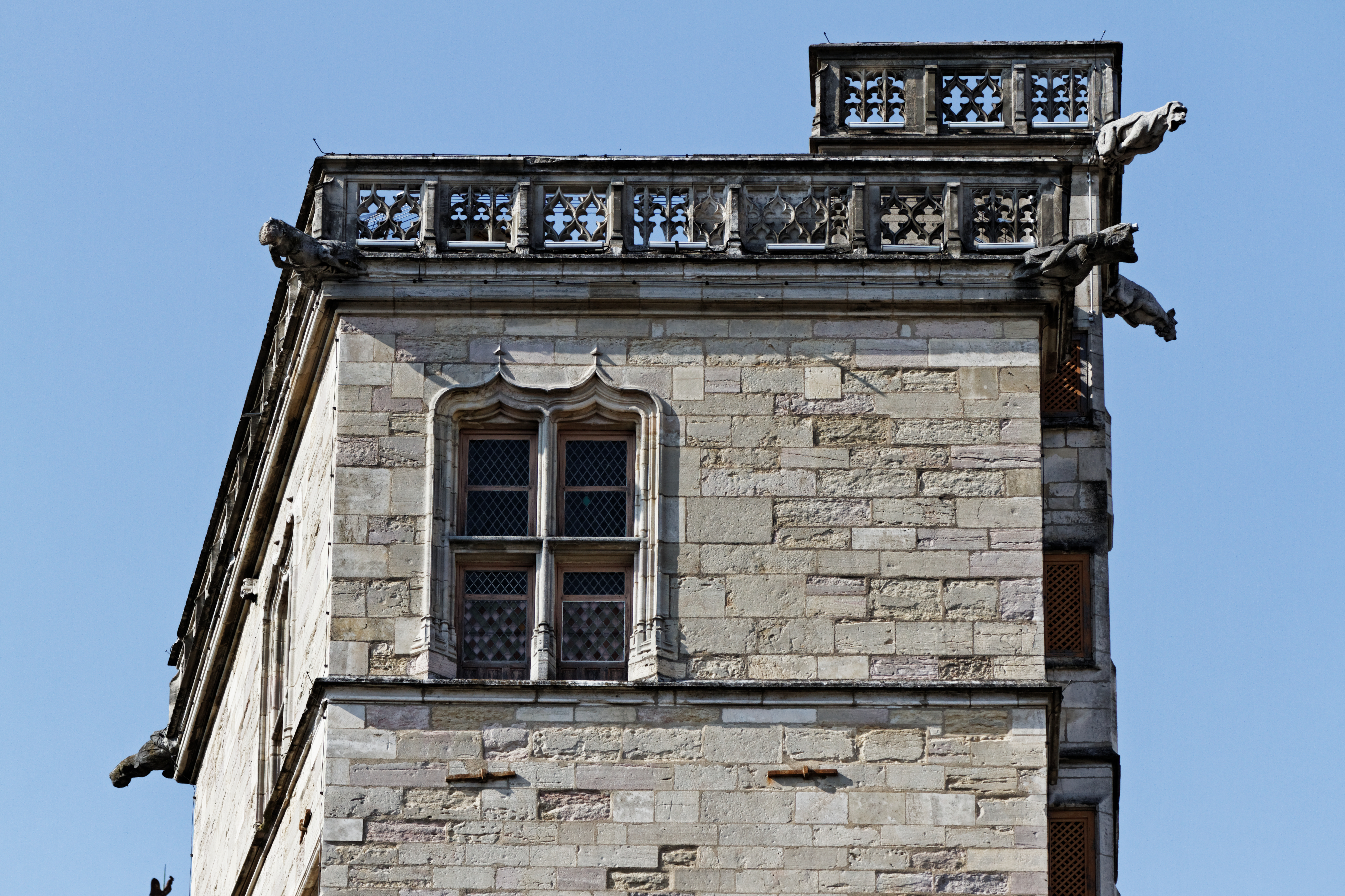
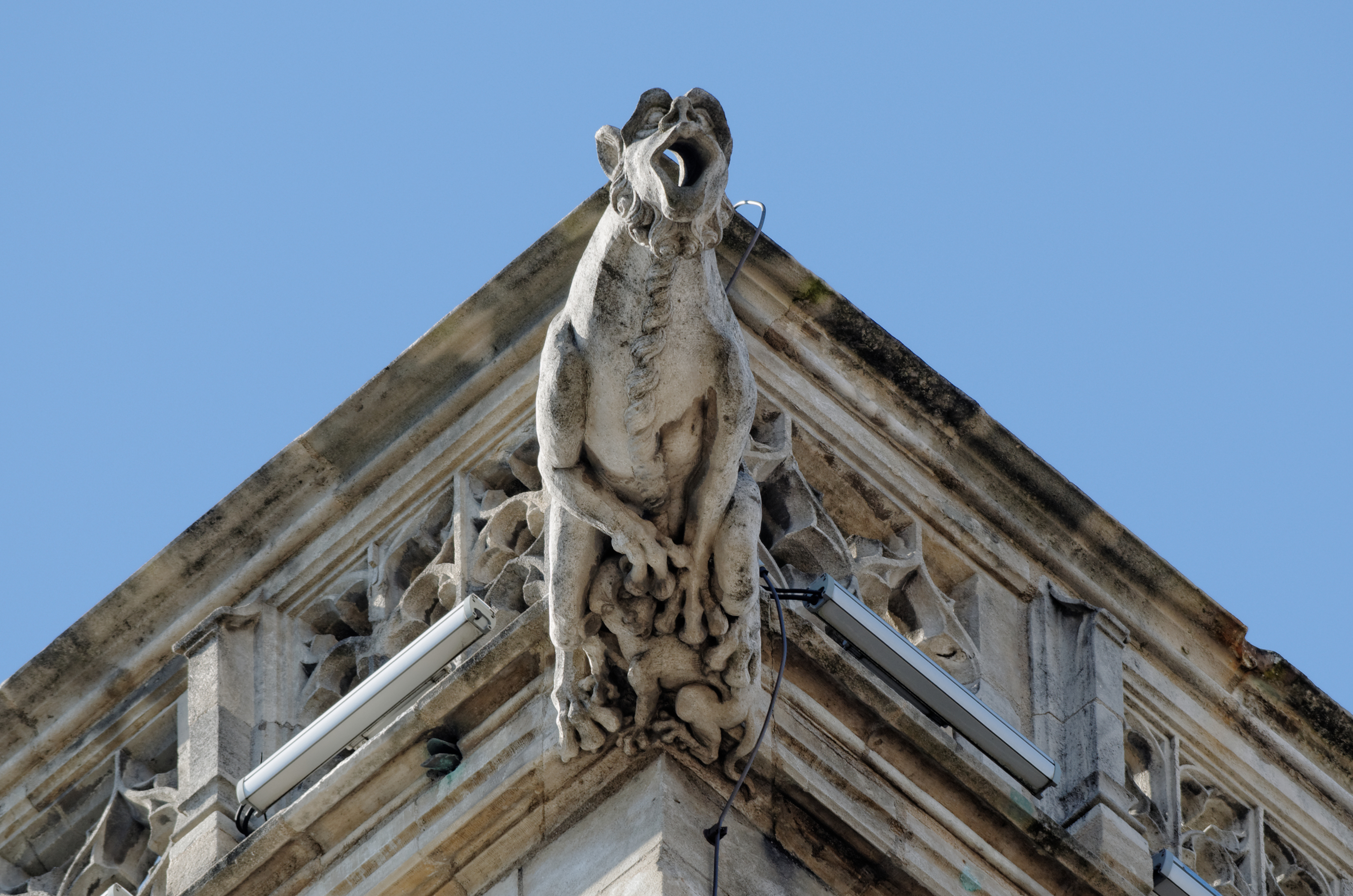